# Трильби

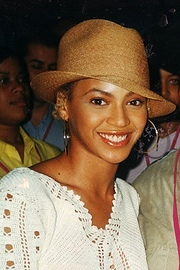
Бейонсе в трильби

Трильби (англ. Trilby) — одна из разновидностей мягкой мужской шляпы.

## Общие сведения
Шляпа-трильби представляет собой своего рода разновидность федоры, но сделана из более мягкого материала и поля трильби сильнее загнуты кверху. Это небольшая шляпа округлой формы, с узкими полями и одним глубоким углублением в тулье. Своё название получила по сценической постановке конца XIX столетия, основанной на одноимённом произведении английского писателя Джорджа Дюморье (Трильби, 1894). На этом первом спектакле, прошедшем в Лондоне, зрители впервые увидели такой головной убор и он вскоре завоевал популярность, став символом элегантности и изящества. Позднее моду носить трильби подхватили музыканты, в особенности исполнители джазовых, блюзовых и соул-композиций. Пик популярности трильби пришёлся на 1960-е годы. В 2000-е годы является одним из элементов возродившейся субкультуры хипстеров.
Трильби бывают летнего и зимнего исполнений. Летние трильби более лёгкие, сделаны из хлопка или соломы, зимние более плотные, производятся из фетра, твида или шерсти. Наиболее известные производители этого вида головных уборов — американские фирмы Stetson и Bailey, в Англии — шляпная фирма James Lock & Co..

## Наиболее известные носители трильби
- Эрнест Хемингуэй
- Леонард Коэн
- Джастин Тимберлейк
- Бейонс
- Майкл Джексон
- Фил Кэмпбелл
- Марк Оуэн
- Фрэнк Синатра
- Хамфри Богарт
- Аль Капоне
- Джонни Депп
- Пит Доэрти
- Фрэнк Миллер

Шляпа-трильби также весьма популярна в кинематографе, комиксах и мультсериалах. В трильби выступают Джон Белуши и Дэн Эйкройд в культовом фильме «Братья Блюз». Трильби носит инспектор Клузо в серии фильмов «Розовая пантера» режиссёра Питера Селлерса, Джеймс Бонд в ряде фильмов об агенте 007, Фредди Крюгер в серии фильмов «Кошмар на улице Вязов», инспектор Гаджет в одноимённом сериале и другие вымышленные персонажи.